# 羅尼·阿吉拉爾
羅尼·阿米爾·阿吉拉爾·羅梅羅（1987年6月24日—）為薩爾瓦多男子籃球運動員，場上位置為中鋒。阿吉拉爾的父親是薩爾瓦多人，母親為宏都拉斯人。

## 職業生涯
阿吉拉爾大學畢業後投入2011年NBA选秀未有中選，2012年參與NBA洛杉矶湖人季前訓練亦未獲青睞。此後除在2012-2013賽季加盟委內瑞拉籃球聯賽的球隊Trotamundos B.B.C效力外，大多數時間都在NBDL打球。
2018年1月13日，阿吉拉爾加盟東南亞職業籃球聯賽寶島夢想家取代僅打兩場的雷吉·奧克薩。15日，阿吉拉爾首秀客場出戰馬來西亞猛龍繳出22分、22籃板，但命中率欠佳。10月27日，阿吉拉爾加入Al-Nweidrat。
2019年4月15日，全国男子篮球联赛海南金星海象簽下阿吉拉爾。

## 國家隊生涯
2013年阿吉拉爾代表薩爾瓦多贏得了FIBA中美洲籃球錦標賽第三名的名次，這也是薩爾瓦多於國際賽的首個獎牌。2015年阿奎拉爾更進一步地率領國家隊於FIBA中美洲籃球錦標賽奪得第二名。

## 外部連結
- 羅尼·阿吉拉爾在fiba.basketball（英语）
- 羅尼·阿吉拉爾在archive.fiba.com（存檔）（英语）
- 羅尼·阿吉拉爾在NBA G聯盟官網（英语）
- 羅尼·阿吉拉爾在Basketball-Reference.com（NBA G聯盟）（英语）
- 羅尼·阿吉拉爾在Sports-Reference.com（NCAA）（英语）
- 羅尼·阿吉拉爾在Eurobasket.com（球員）（英语）
- 羅尼·阿吉拉爾在Proballers（英语）
- 羅尼·阿吉拉爾在RealGM（英语）
- 羅尼·阿吉拉爾在Flashscore（英语）